# Línea 2 del tranvía de Zaragoza
La línea 2 del tranvía de Zaragoza fue un proyecto de línea del tranvía de Zaragoza que habría enlazado el barrio de Las Fuentes y el de San José con el de Delicias siguiendo un recorrido este-oeste. Esta línea habría tenido conexión con la estación de Zaragoza-Delicias.

## Historia
La idea de su construcción surgió en 2011.
En enero de 2015, la Unión Temporal de Empresas (UTE) IDOM SAU-TYPSA fue la adjudicataria del "Estudio de Viabilidad, Anteproyecto y Proyecto de Referencia" de la línea 2 del Tranvía por un importe de 1.068.588 euros (IVA incluido) y un plazo de ejecución de 25 meses.
En julio de 2015, el Ayuntamiento de Zaragoza llevó a cabo una serie de reuniones para informar a los diferentes colectivos ciudadanos del proyecto. Todos los posibles trayectos tenían una longitud de unos 8 kilómetros y el precio por cada uno rondaría los 20 millones de euros. De este modo, si se une el precio de las cocheras, todo el proyecto costaría unos 200 millones de euros. 
Se esperaba tener concretadas las diferentes opciones del trazado de la línea para finales de 2015. En la zona de Las Delicias había dos opciones: recorrer toda la avenida Madrid o ir por esta avenida hasta la calle Rioja y después seguir por la avenida Navarra. 
Por el Centro, las opciones aumentaban hasta tres. Por un lado, se planteaba que el tranvía recorriera la calle Conde Aranda, bajara por el Coso y siguiera por la plaza San Miguel. Otra alternativa consistía en que en vez de Conde Aranda recorriera la calle Escrivá de Balaguer, los paseos María Agustín, Pamplona, Constitución y Mina hasta llegar a la plaza San Miguel. La tercera opción, seguía el mismo camino que la segunda, pero una vez se encontraba en el paseo de la Constitución, en vez de continuar por el de la Mina, seguía por la avenida Cesáreo Alierta y Camino de las Torres.  
En el este de la ciudad había hasta cinco variables. En el barrio de San José existían dos propuestas. Por un lado, la opción de continuar por la avenida de San José hasta casi Torrero; y por otro, bajar por la avenida San José, seguir por la avenida Cesáreo Alierta y seguir hasta el Pabellón Príncipe Felipe. En la zona de Las Fuentes, las posibilidades eran muy simples: ir desde la plaza San Miguel hasta el final de la avenida Compromiso de Caspe y volver por el mismo trayecto o realizar el recorrido inverso por la calle Rodrigo Rebolledo.
En el punto intermedio se encontraba la opción de continuar recto desde la plaza de San Miguel hasta el final de Miguel Servet, cuando se junta con la Z-30.
El 22 de julio de 2016, el nuevo alcalde de Zaragoza, Pedro Santisteve, reconoció que no había dinero para la línea 2 del tranvía, pero que el proyecto no era inviable.
A pesar de esas afirmaciones, entre el 12 de diciembre y el 19 de diciembre de ese mismo año, tuvo lugar un proceso de participación sobre las alternativas del trazado, en el que el voto de los ciudadanos ponderaba un 30% sobre el trazado finalmente elegido. De las cuatro alternativas, la que discurría por el paseo María Agustín y avenida de Navarra fue la que se ha alzó con un mayor número de votos. De esta forma, la línea discurrirá en perpendicular a la actual línea 1 en la zona de la plaza Paraíso, y pasará junto a la estación intermodal de Delicias.
En julio de 2017, se acordó suspender temporalmente el contrato de elaboración del anteproyecto de la línea 2 del tranvía. El objetivo era acompañarlo con los tiempos de la revisión del Plan de Movilidad Urbana Sostenible (PMUS) para, de este modo, tener una planificación integral del diseño de la movilidad del futuro en Zaragoza. Ya se hicieron paréntesis en ese mismo contrato de mayo a septiembre de 2015, así como entre septiembre de 2016 y enero de 2017. En diciembre de 2017, el Ayuntamiento de Zaragoza reanudó el estudio.
Tras varias suspensiones del contrato, el estudio de viabilidad, anteproyecto, proyecto constructivo, plan de explotación y programa económico de la línea se fijó para diciembre de 2019.
Finalmente, el 17 de diciembre de 2019, el Gobierno municipal PP-Cs anunció la liquidación del contrato.